# Jacob Baden

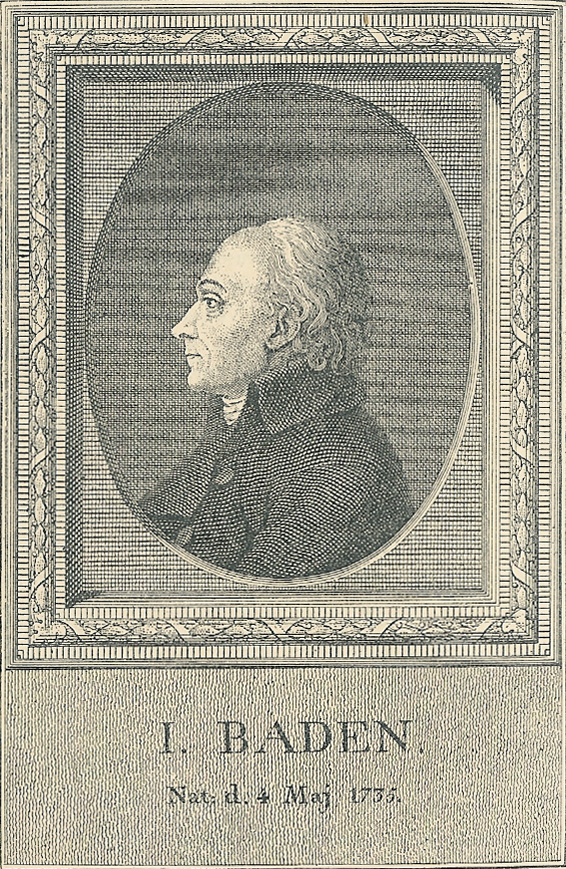
Jacob Baden.

Jacob Baden, född den 4 maj 1735, död den 5 juli 1804, var en dansk filolog, bror till Torkel Baden, gift med Charlotte Baden, far till Gustav Ludvig och Torkel Baden.
Baden var sedan 1780 professor vid universitetet i Köpenhamn. Hans latinska grammatika (1782), ett för sin tid utmärkt arbete, nyttjades under 60 år i de danska skolorna, likaså hans latinska ordbok (1786–88). Även hans danska grammatika (1785) betecknade ett väsentligt framsteg. 
Åren 1768–69 utgav Baden "Kritisk journal", ett aktningsvärt försök i estetisk kritik. Hans översättningar av Tacitus och Suetonius är ganska välgjorda; hans översättning av Horatius blev däremot ryktbar genom vad som setts som en stor mängd befängda smaklösheter.